# Cocalus murinus
Cocalus murinus är en spindelart som beskrevs av Simon 1899. Cocalus murinus ingår i släktet Cocalus och familjen hoppspindlar. Inga underarter finns listade i Catalogue of Life.